# Тодор Иванов Пиронков
Вижте пояснителната страница за други личности с името Тодор Пиронков.
Тодор Иванов Пиро̀нков е български цирков артист.

## Биография
Роден е на 15 април 1891 г. в Лом. Баща е на цирковия артист Димитър Пиронков и е дядо на цирковия артист Тодор Димитров Пиронков.
Той е сред първите ученици на Петър Панайотов. Започва да се занимава с цирково изкуство от 10-годишна възраст. Занимава се с акробатика, жонгльорство, еквилибристика, клоунада. Създава и изпълнява номерата „Дубло трапец“, „Партерна акробатика“, „Стълба на крака“, „Икарийски игри“, „Баланс върху бутилка“. Той е сред първите циркови артисти в България, които изпълняват антипод – жонгльорство с крака. През 1920 г. ръководи собствения цирк „Пиронков“.
От 1935 г. е член на Управителния съвет на Българската циркова артистична организация. Участва в програми на циркове в България и чужбина.
Почива на 28 октомври 1962 г.